# Exorista procax
Exorista procax là một loài ruồi trong họ Tachinidae.